# تومي باورو
تومي باورو (بالإنجليزية: Tommy Bauro)‏ (مواليد 1965) هو ملاكم من جزر سليمان، مثّل بلاده في الألعاب الأولمبية الصيفية 1988.

## روابط خارجية
تومي باورو على موقع اللجنة الأولمبية الدولية (الإنجليزية)
- تومي باورو على موقع أوليمبيديا (الإنجليزية)